# Anthodiscus montanus
Anthodiscus montanus é uma planta nativa da Colômbia, endêmica de Boyacá.